# Gandalf (imię)
Gandalf – imię męskie pochodzenia germańskiego, wywodzące się z Katalogu krasnoludów, jednej z części poematu Völuspá, który wchodzi w skład Eddy starszej. Imię to nosił jeden z krasnoludzkich bohaterów tejże części. Nazwa pochodzi od staronordyckich słów gandr (różdżka, laska, magia - zależnie od złożenia) i álfr (elf).
Postaci o imieniu Gandalf
- Gandalf – postać ze stworzonej przez J.R.R. Tolkiena mitologii Śródziemia
- Gandalf Szalony – król wikingów z komiksu Thorgal
- Gandalf Aigersson – legendarny król Norwegii, który walczył o władzę nad Norwegią z Halfdanem Czarnym
- Gandalf – postać z mitologii nordyckiej
- Heinz „Gandalf” Strobl – austriacki muzyk new age.